# Štefanovce (okres Prešov)
Štefanovce jsou obec na Slovensku, v okrese Prešov v Prešovském kraji.
V roce 2011 zde žilo 212 obyvatel. V obci žije 207 obyvatel. 

## Poloha
Obec leží uprostřed Šarišské vrchoviny v podcelku Širocká brázda, v údolí Štefanovského potoka v povodí řeky Svinky. Centrum obce leží v nadmořské výšce 435–730 m, střed obce leží ve výšce 580 m n. m. a je vzdáleno 22 km od Prešova. Šarišská vrchovina je flyšové pohoří budované vrstvami jílovců, pískovců, slínovců, břidlic a brekcií. Odlesněné území obce leží na mírně členité horské plošině, v údolí Štefanovského potoka. Půdním typem jsou hnědé lesní půdy – kambizemě.

### Sousední obce
Sousedními obcemi jsou Lipovce na severu, Hermanovce na východě, Hendrichovce na jihu, Fričovce na jihozápadě a Šindliar na západě.

## Historie
Štefanovce založil podle německého práva šoltys Štefan  a první písemná zmínka pochází z roku 1331, kde byla uváděna jako villa Stefani, o sedm let později jako Stephanwagasa. V té době patřila vesnice k panství Svinia, později ji vlastnily rody Berzeviczy, Szinyei a Mersey. V roce 1427 byla vesnice zatížena daní ve výši 17 port, takže v té době byla středně velkou vesnicí. Později se mnoho obyvatel odstěhovalo nebo zchudlo, takže v roce 1600 měla osada jen deset domů obývaných výhradně poddanými. V roce 1787 měla obec 32 domů a 182 obyvatel, v roce 1828 v 22 domech žilo 192 obyvatel, kteří se živili jako pastýři, zemědělci a tkalci plátna.
Obec, která ležela v župě Sáros, patřila do roku 1918/1919 k Uherskému království a poté k Československu, následně Slovensko.

## Památky
- Římskokatolický filiální kostel Obětování Páně ze 14. století byl v 18. a 19. století stavebně upraven.[9] Náleží pod římskokatolickou farnost Lipovce, děkanát Sabinov, košické arcidiecéze.[10]